# Vaudeville Theatre

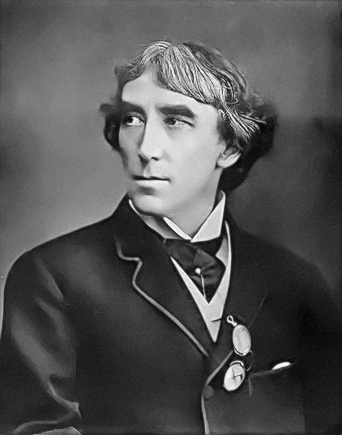
Henry Irving

Il Vaudeville Theatre è un teatro del West End sullo Strand nella Città di Westminster. Come suggerisce il nome, il teatro ospitava principalmente spettacoli di vaudeville e riviste musicali ai suoi inizi. Fu aperto nel 1870 e fu ricostruito due volte, sebbene ogni nuovo edificio conservasse elementi della struttura precedente. L'attuale edificio è stato aperto nel 1926 e la capacità è ora di 690 posti. Nel teatro sono ancora esistenti rari tamburi per i tuoni e bagliori di fulmini, insieme ad altri meccanismi della fase iniziale.

## Storia

### Origini
Il teatro fu progettato dal prolifico architetto C.J. Phipps e decorato in stile romanico da George Gordon. aprì il 16 aprile 1870 con la commedia di Andrew Halliday, For Love Or Money e un burlesque, Don Carlos or the Infante in Arms. Una notevole innovazione furono le luci della ribalta nascoste, che si spegnevano se il vetro davanti ad esse si fosse rotto. Il proprietario, William Wybrow Robertson, aveva gestito sul posto una sala da biliardo in cattive acque, ma vide maggiori opportunità nel teatro. Diede in affitto il nuovo teatro a tre attori, Thomas Thorne, David James e H.J. Montague Il teatro originale si trovava dietro due case sullo Strand e l'ingresso era attraverso un labirinto di piccoli corridoi. Aveva una capacità di 1.046 posti a sedere, a ferro di cavallo sopra una platea e tre gallerie. Il sito angusto implicava che le strutture davanti e dietro le quinte erano limitate.
Il grande attore shakespeariano Henry Irving ebbe il suo primo grande successo come Digby Grant in Two Roses di James Albery al Vaudeville nel 1870. Il teatro ospitò quella che all'epoca era una serie straordinariamente di successo di 300 rappresentazioni. Il primo pezzo teatrale al mondo a realizzare 500 spettacoli consecutivi fu la commedia Our Boys di H.J. Byron, che iniziò la sua carriera al Vaudeville nel 1875. La produzione continuò fino a superare i 1.000 spettacoli. Questo fu un evento così raro che gli autisti degli autobus londinesi quando si avvicinavano alla fermata del Vaudeville Theatre gridavano "Our Boys!" invece del nome del teatro.

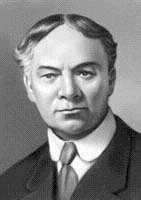
Jerome K. Jerome

Nel 1882 Thomas Thorne divenne l'unico locatario e nel 1889 demolì le case per creare un blocco per il foyer in Stile Adam, dietro una facciata in pietra di Portland sullo Strand. Si servì nuovamente dell'architetto C.J. Phipps. Il teatro fu rinnovato per avere posti a sedere più spaziosi e un soffitto decorato. Riaprì il 13 gennaio 1891 con una rappresentazione della commedia di Jerome K. Jerome, Woodbarrow Farm, preceduta dall'opera teatrale in un atto di Herbert Keith The Note of Hand. Questo foyer si conserva ancora oggi, così come la facciata su quattro piani. Il drammaturgo W.S. Gilbert presentò qui una delle sue opere successive, Rosencrantz e Guildenstern (1891), un burlesque "in Tre brevi ''quadri''". (L'aveva pubblicato nel 1874 sulla rivista Fun). Sempre nel 1891, Elizabeth Robins e Marion Lea diressero e interpretarono Hedda Gabler di Ibsen a teatro e la sua Rosmersholm fu presentata in prima mondiale a Londra.

### Famiglia Gatti

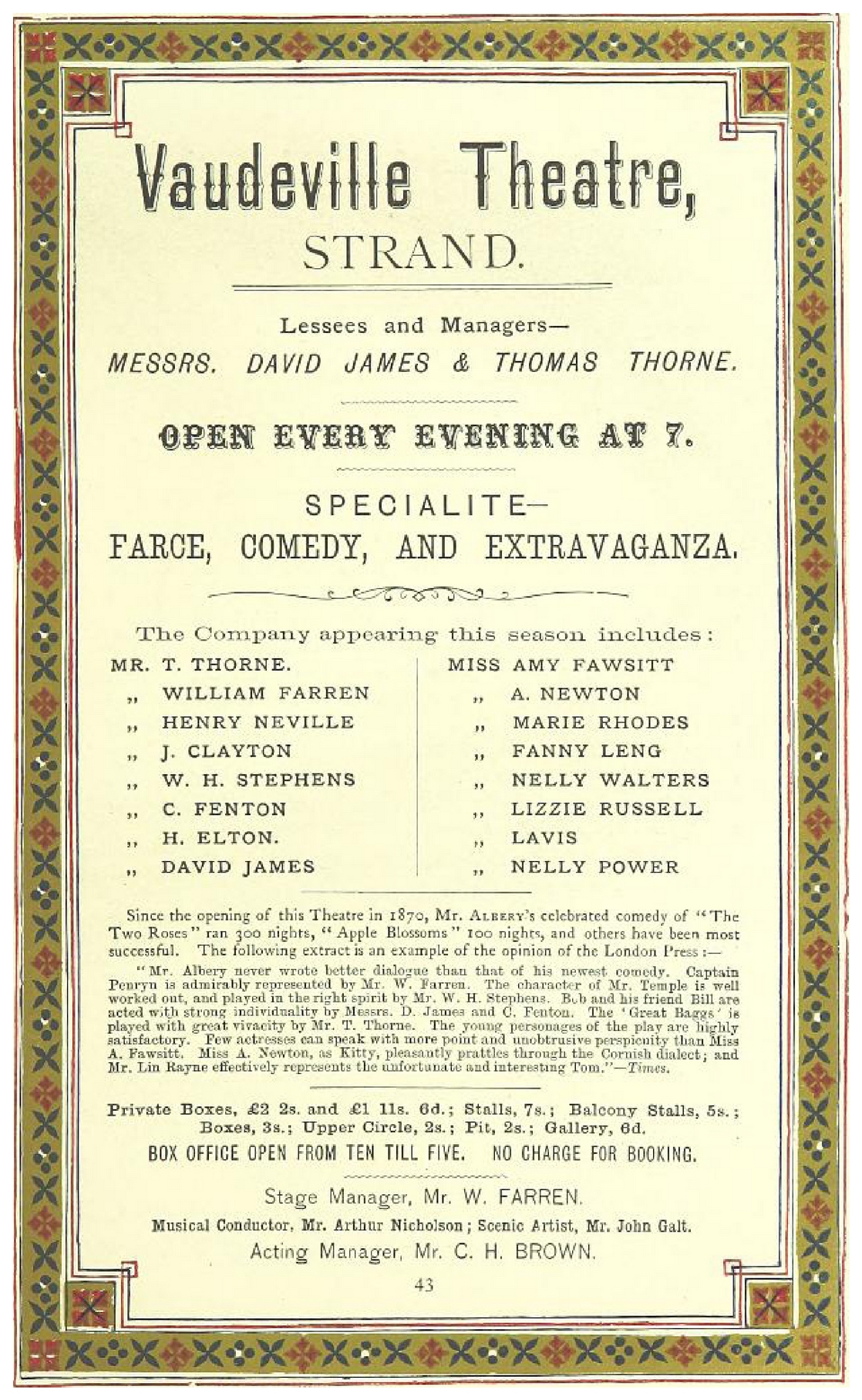
London Illustrated - Almanacco del 1872

Nel 1892 Thorne trasferì il contratto di locazione ai ristoratori Agostino e Stefano Gatti, che dal 1878 avevano preso in affitto il vicino Adelphi Theatre. La prima produzione nel nuovo teatro fu una ripresa di Our Boys. Il contratto di locazione passò brevemente nelle mani di Weedon Grossmith nel 1894, ma tornò ai Gatti nel 1896. Il teatro divenne noto per una serie di commedie musicali di successo. The French Maid, di Basil Hood, con musiche di Walter Slaughter, andò in scena per la prima volta a Londra al Terry's Theatre sotto la direzione di W.H. Griffiths iniziando nel 1897, ma venendo poi trasferita al Vaudeville all'inizio del 1898, andando in scena per un totale di 480 spettacoli di grande successo. Il pezzo era interpretato da Louie Pounds. Seymour Hicks e sua moglie Ellaline Terriss recitarono in una serie di spettacoli natalizi qui, compreso il loro famoso Bluebell in Fairyland (1901). L'atrio del teatro era diventato famoso come luogo di una discussione nel 1897 tra Richard Archer Prince e il padre di Terriss, l'attore William Terriss. Poco dopo questa discussione, lo squilibrato Prince pugnalò a morte William Terriss sulla porta del palcoscenico del Teatro Adelphi. Prince era un giovane attore in difficoltà che Terriss aveva cercato di aiutare.

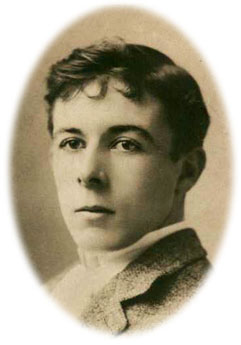
Seymour Hicks

Hicks e Terriss recitarono anche qui in Quality Street, una commedia di J. M. Barrie, che fu inaugurata al Vaudeville nel 1902 e fece 459 spettacoli. Era andata in scena per la prima volta a New York nel 1901, ma aveva lì aveva retto solo per 64 spettacoli. Questa fu una delle prime produzioni americane a segnare un trionfo più grande a Londra. A ciò seguì il musical The Cherry Girl di Hicks del 1903, con musiche di Ivan Caryll, interpretato da Hicks, Terriss e Courtice Pounds. Nel 1904 Hicks ottenne un successo ancora maggiore con il musical The Catch of the Season, scritto da Hicks e Cosmo Hamilton, basato sulla fiaba Cenerentola. Ebbe una lunga serie di 621 spettacoli, interpretato da Hicks, e Louie Pounds e Zena Dare, che creò il ruolo di Angela in quanto la gravidanza aveva costretto Ellaline Terriss a ritirarsi. La Dare fu poi sostituita dalla Terriss e poi dalla sorella della Dare, Phyllis Dare.
John Maria e Rocco Gatti assunsero il controllo del Vaudeville nel 1905. Nel 1906 il teatro ospitò il grande successo de The Belle of Mayfair, un musical composto da Leslie Stuart su un libretto di Basil Hood, Charles Brookfield e Cosmo Hamilton, prodotto dal socio di Hicks, Charles Frohman. Andò in scena per 431 spettacoli con Edna May, Louie e suo fratello Courtice Pounds e Camille Clifford. Nel 1910 un adattamento inglese de The Girl in the Train (Die geschiedene Frau - letteralmente "La divorziata"), un'operetta viennese del 1908 di Leo Fall, fu inaugurata al Vaudeville. Era prodotta da George Edwardes, con testi di Adrian Ross e interpretato da Robert Evett, Phyllis Dare e Rutland Barrington. Nel 1911 William Greet prodùsse Baby Mine nel teatro. Betty Bolton fece il suo debutto nel 1916, all'età di 10 anni, in una rivista chiamata Some. Durante e dopo la prima guerra mondiale, il pubblico cercava intrattenimento leggero e le riviste musicali tennero banco sul palcoscenico del Vaudeville, tra le quali Cheep (1917), la longeva Just Fancy (1920) e Rats (1923), un'altra popolare rivista. Albert Ketèlbey era uno dei direttori musicali del teatro.

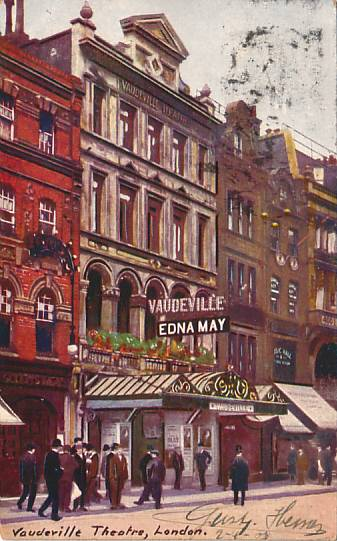
Cartolina del Vaudeville Theatre, 1905 c.ca

Il teatro fu chiuso il 7 novembre 1925, quando l'interno fu completamente ricostruito su progetto di Robert Atkinson. L'auditorium fu cambiato dalla forma a ferro di cavallo all'attuale forma rettangolare e la capienza fu ridotta a poco più di 700 posti. Un nuovo blocco di camerini con una sala riunioni decorata estese il sito fino a Maiden Lane. Il teatro fu riaperto il 23 febbraio 1926, con una popolare rivista di Archie de Bear intitolata R.S.V.P., rimasta famosa perché la sua prova finale fu trasmessa dalla BBC. Il teatro ospitò poi la commedia di William Somerset Maugham, The Bread-Winner nel 1930. Dopo la seconda guerra mondiale il teatro presentò l'opera di William Douglas Home, The Chiltern Hundreds, che andò avanti per 651 spettacoli. Il musical da record Salad Days, composto da Julian Slade con testi di Dorothy Reynolds e Slade, fu presentato per la prima volta al Bristol Old Vic nel 1954, ma presto fu trasferito al Vaudeville, godendosi la più lunga serie di opere teatrali della storia a quel momento. Un'altra produzione degna di nota del teatro fu la commedia del 1959 di Arnold Wesker, Chips with Everything.

### Era moderna
Una proposta di riqualificazione del Covent Garden da parte del GLC nel 1968 vide il teatro minacciato, insieme ai vicini teatri Adelphi, Garrick, Lyceum e Duchess. Una campagna attiva di Equity, l'Unione dei musicisti e i proprietari di teatri sotto gli auspici della Campagna Salva i teatri di Londra portò all'abbandono del programma.
Cicely Courtneidge recitò nel teatro in The Bride Comes Back (1960) e nel film di Ray Cooney Move Over Mrs. Markham (1971). Bill Treacher fece il suo debutto nel West End nel 1963 nella commedia Shout for Life al Vaudeville. Nel 1966 il teatro ospitò Arsenico e vecchi merletti, con Sybil Thorndike e suo marito Lewis Casson. The Burglar di Brigid Brophy fu presentato per la prima volta nel 1967 e la commedia di Joyce Rayburn, The Man Most Likely To..., interpretata da Leslie Phillips, fu inaugurata al Vaudeville nel 1968 e continuò ad andare in scena per oltre 1.000 spettacoli a Londra.
Nel 1969 la famiglia Gatti vendette la propria proprietà del teatro a Sir Peter Saunders e nel 1970 egli commissionò a Peter Rice di ridisegnare l'interno. Tra le altre modifiche c'era una carta da parati rosso intenso nell'auditorium e sedili più comodi. Inoltre la loggia sopra la strada fu rifatta in vetro per rendere la galleria un'estensione del bar. L'illuminazione delle quinte fu rinnovata e vennero installati un ascensore per il proscenio e un sistema aereo a contrappeso. Il teatro raggiunse una certa protezione nel 1972 quando diventò Monumento classificato di II grado. Nel 1983 la proprietà passò a Michael Codron e David Sutton. Stephen Waley-Cohen diventò proprietario nel 1996, passando a Max Weitzenhofer nel 2002.
Nel frattempo il dramma fu aggiunto alla normale programmazione del teatro. Hugh Paddick recitò nella farsa di Joyce Rayburn Out on a Limb nel 1976, Present Laughter di Noël Coward con Donald Sinden in testa fu ripreso nel 1981 e Patrick Cargill e Moira Lister recitarono nella farsa Key for Two nel 1982. Blithe Spirit di Noël Coward fu ripresa nel 1986 e la commedia di Willy Russell, Shirley Valentine, andò in scena nel 1988, con Pauline Collins. Nel 1990 fu prodotta a teatro la commedia di Simon Gray Hidden Laughter, seguita dal musical di Kander ed Ebb del 1991, 70, Girls, 70, con Dora Bryan.
Un revival del 1996 di Salad Days, con il duo Kit e The Widow, non ebbe successo, ma lo spettacolo di Jean Fergusson She Knows You Know!, in cui recitò l'attrice del Lancashire Hylda Baker, andò in scena nel 1997 e fu nominato per un Premio Laurence Olivier 1998 per lo Spettacolo migliore. Showtune, una rivista musicale che celebra le parole e la musica del compositore Jerry Herman, ideata da Paul Gilger, fu prodotta a Londra al Vaudeville nel 1998 con il suo precedente titolo The Best of Times. Nello stesso anno il teatro ospitò Kat and the Kings, che vinse l'Olivier come miglior nuovo musical e, con una mossa insolita, anche il premio come miglior attore in un musical per l'intero cast. Madame Melville, una commedia di Richard Nelson, fu presentata nel 2000. Segnò il ritorno di Macaulay Culkin alla recitazione dopo una pausa di sei anni e recitò anche con Irène Jacob e Madeleine Potter. Nel 2001 la farsa di Ray Cooney, Caught in the Net, con Russ Abbot ed Eric Sykes, durò dieci mesi.
La compagnia di danza/spettacolo Stomp è stata in residenza presso il teatro dal 2002 al 2007. Dal 2003, il teatro è stato di proprietà di Max Weitzenhoffer e nel 2005 il locale è stato portato sotto la proprietà di Nimax Theatres Limited.

## Produzioni recenti e presenti

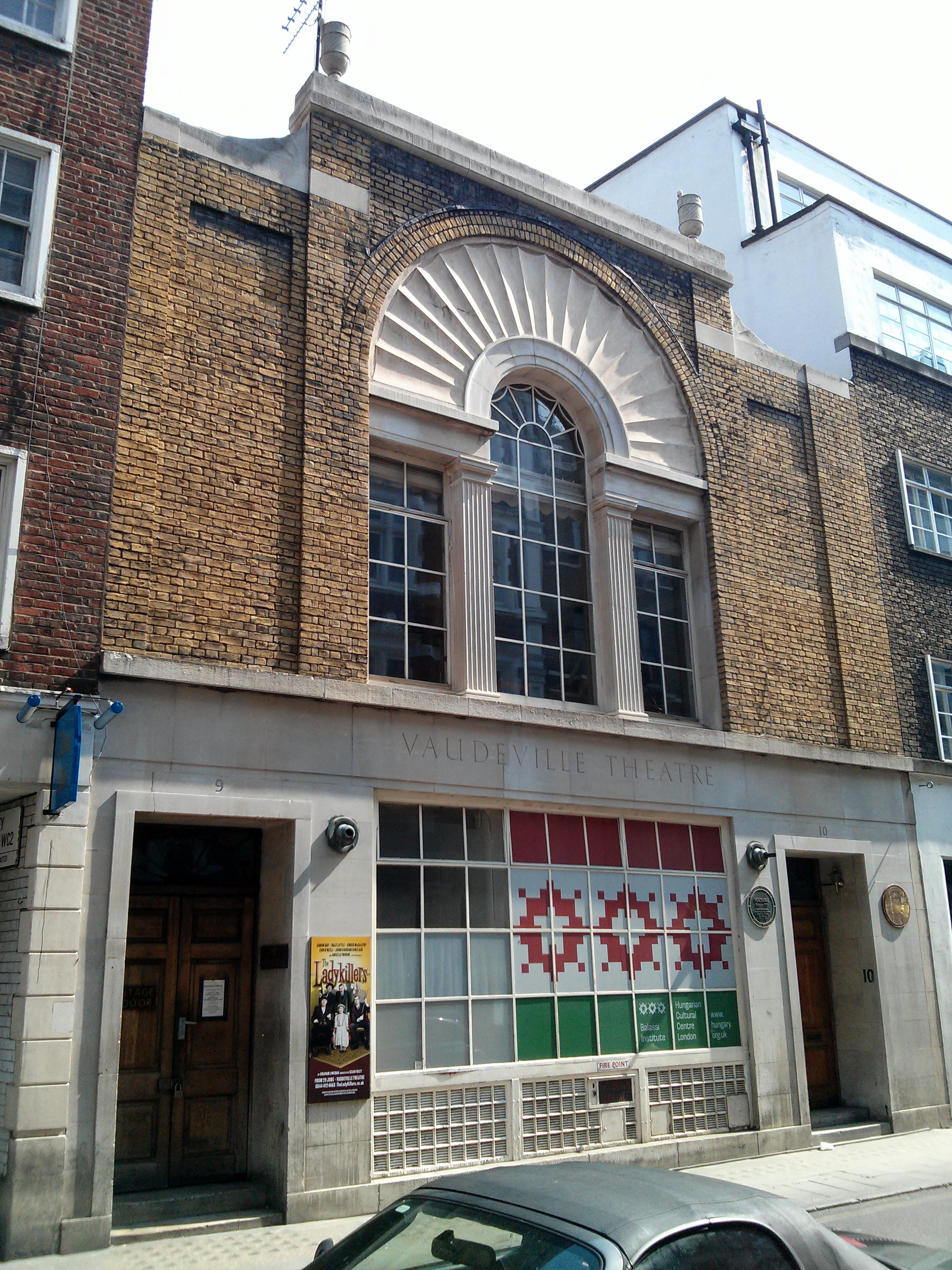
I locali posteriori del Vaudeville Theatre, progettato nel 1925-1926 da Robert Atkinson

- Swimming with Sharks (16 ottobre 2007 – 19 gennaio 2008) con Christian Slater
- L'importanza di chiamarsi Ernesto (22 gennaio 2008 – 26 aprile 2008) con Penelope Keith
- The Deep Blue Sea (29 aprile 2008 – 5 luglio 2008) con Greta Scacchi
- The Female of the Species (16 luglio 2008 – 4 ottobre 2008) con Eileen Atkins e Anna Maxwell Martin
- Piaf (14 ottobre 2008 – 24 gennaio 2009) con Elena Roger
- Woman in Mind (6 febbraio 2009 – 2 maggio 2009) con Janie Dee
- Duet for One (12 maggio 2009 – 1 agosto 2009) con Juliet Stevenson e Henry Goodman
- Alan Cumming: I Bought a Blue Car Today (1 settembre 2009 – 6 settembre 2009) con Alan Cumming
- Ed Byrne: Different Class (7 settembre 2009 – 19 settembre 2009) con Ed Byrne
- The Rise and Fall of Little Voice (20 ottobre 2009 – 30 gennaio 2010) con Diana Vickers, Lesley Sharp e Marc Warren
- Marcus Brigstocke – God Collar (4 febbraio 2010 – 10 febbraio 2010) con Marcus Brigstocke
- Megan Mullally & Supreme Music Programme (16–21 febbraio 2010) con Megan Mullally
- Private Lives (3 marzo 2010 – 1 maggio 2010) con Kim Cattrall e Matthew Macfadyen
- The Prisoner of Second Avenue (30 giugno 2010 – 11 settembre 2010) con Jeff Goldblum e Mercedes Ruehl
- Pam Ann – Flying High (29 settembre 2010 – 17 ottobre 2010), con Pam Ann
- Un marito ideale (4 novembre 2010 – 19 febbraio 2011) con Alexander Hanson e Samantha Bond
- In a Forest, Dark and Deep (3 marzo 2011 – 4 giugno 2011) con Matthew Fox e Olivia Williams
- The Flying Karamazov Brothers (9 giugno 2011 – 20 agosto 2011)
- Broken Glass (16 settembre 2011 – 10 dicembre 2011) con Antony Sher e Tara Fitzgerald
- Swallows and Amazons (20 dicembre 2011 – 14 gennaio 2012)
- Master Class (7 febbraio 2012 – 28 aprile 2012) con Tyne Daly
- What the Butler Saw (16 maggio 2012 – 28 luglio 2012) con Omid Djalili
- Volcano (16 agosto 2012 – 29 settembre 2012) con Jenny Seagrove
- Paul Merton – Out of My Head (1 ottobre 2012 – 12 ottobre 2012) con Paul Merton
- Uncle Vanya (2 novembre 2012 – 26 gennaio 2013) con Ken Stott, Anna Friel e Samuel West
- Great Expectations (6 febbraio 2013 – 30 marzo 2013) con Paula Wilcox
- The West End Men (25 maggio 2013 – 22 giugno 2013) con Lee Mead, David Thaxton, Matt Willis, Glenn Carter e Stephen Rahman-Hughes
- The Ladykillers (29 giugno 2013 – 26 ottobre 2013)
- The Duck House (27 novembre 2013[9] – 29 marzo 2014) con Ben Miller
- Handbagged (10 aprile 2014 – 2 agosto 2014) con Marion Bailey, Stella Gonet e Fenella Woolgar
- Forbidden Broadway (15 settembre 2014 – 22 novembre 2014)
- The Wind in the Willows (26 novembre 2014 – 17 gennaio 2015)
- Di and Viv and Rose (29 gennaio 2015 – 14 marzo 2015) con Tamzin Outhwaite, Samantha Spiro e Jenna Russell
- Oppenheimer (31 marzo 2015 – 23 maggio 2015)
- Just Jim Dale (28 maggio 2015 – 20 giugno 2015) con Jim Dale
- L'importanza di chiamarsi Ernesto (1 luglio 2015 – 4 novembre 2015) con David Suchet
- Bill Bailey: Limbo Land (10 dicembre 2015 – 17 gennaio 2016) con Bill Bailey
- Hand to God (15 febbraio 2016 – 30 aprile 2016) con Janie Dee e Neil Pearson
- Hobson's Choice (14 giugno 2016 – 10 settembre 2016) con Martin Shaw
- My Family: Not the Sitcom (15 settembre 2016 – 15 ottobre 2016) con David Baddiel
- Dead Funny (3 novembre 2016 – 4 febbraio 2017) con Steve Pemberton, Ralf Little e Katherine Parkinson
- The Boys in the Band (7 febbraio 2017 – 18 febbraio 2017) con Mark Gatiss, Ian Hallard e Daniel Boys
- Stepping Out (14 marzo 2017 – 17 giugno 2017) con Amanda Holden, Natalie Casey, Anna-Jane Casey e Tracy-Ann Oberman
- The Mentor (4 luglio 2017 – 2 settembre 2017) con F. Murray Abraham
- True West (23 novembre 2018 – 23 febbraio 2019) con Kit Harington e Johnny Flynn
- Emilia (21 marzo 2019 – 15 giugno 2019)

### Michael Grandage Company
- 30 Million Minutes (12 novembre 2015 – 5 dicembre 2015) con Dawn French

### Classic Spring Company
- A Woman of No Importance (16 ottobre 2017 – 30 dicembre 2017) con Eve Best e Anne Reid
- Lady Windermere's Fan (22 gennaio 2018 – 7 aprile 2018) con Samantha Spiro, Kevin Bishop e Jennifer Saunders
- An Ideal Husband (3 maggio 2018 – 14 luglio 2018) con Edward Fox, Freddie Fox, Nathaniel Parker, Frances Barber, Sally Bretton e Susan Hampshire
- The Importance of Being Earnest (2 agosto 2018 – 20 ottobre 2018) con Sophie Thompson, Jeremy Swift, Stella Gonet, Fiona Button e Pippa Nixon

### Mischief Theatre
- Groan Ups (10 ottobre 2019 – 1 dicembre 2019)
- Magic Goes Wrong (8 gennaio 2020 – 15 marzo 2020)

## Stazioni della metropolitana vicine
- Charing Cross
- Embankment
- Covent Garden